# Arthur Hallam
Arthur Henry Hallam (1 de Fevereiro de 1811 – 15 de Setembro de 1833) foi um poeta inglês, conhecido por ser fonte de inspiração para uma grande obra do seu melhor amigo Alfred Tennyson. Hallam foi descrito como o jeune homme fatal da sua geração.

## Biografia
Hallam nasceu em Londres, filho do historiador Henry Hallam.  Estudou em Eton, onde conheceu o futuro primeiro-ministro William Ewart Gladstone. Foram bons amigos até que Hallam partiu em viagem pela Itália e Gladstone se matriculou na Universidade de Oxford.
Em Outubro de 1828 Hallam iniciou os seus estudos no Trinity College, Cambridge, onde conheceu Tennyson.  Ambos foram aceites num grupo conhecido como os Cambridge Apostles ("Apóstolos de Cambridge"). Os seus interesses comuns aproximaram-nos numa forte amizade, e Arthur ficou noivo da irmã de  Tennyson, Emilia Tennyson. Durante uma viagem pelo estrangeiro com o seu pai, morreu subitamente em Viena, de hemorragia cerebral.
A morte de Hallam foi uma influência determinante na poesia de Tennyson, que lhe dedicou um dos seus maior poemas, In Memoriam A.H.H., referindo que o monólogo dramático Ulysses foi "mais escrito com a emoção da morte de Hallam que muitos outros poemas de In Memoriam". Tennyson deu o nome de Hallam ao seu filho primogénito, tal como a sua irmã.
Hallam está sepultado na Igreja de St. Andrewm em Clevedon, Somerset.